# Anders Nielsen (politiker)
Anders Nielsen, född 30 maj 1862, död 13 juni 1914, var en dansk politiker.
Anders Nielsen var ursprungligen torpare. Han var 1897-1906 redaktör för Randers Venstreblad, 1890-1914 medlem av Folketinget och från 1892 ledamot av Finansutskottet och statsrevisor 1901-1908. Han var ordförande i Venstrereformpartiet 1902-08 och jordbruksminister 1908-09 samt 1910-13. Anders Nielsen var först Christen Berg och sedan Jens Christian Christensens duglige agitator och trofasta stöd.

## Utmärkelser
- Kommendör av Dannebrogorden,  1912

[Redigera Wikidata]

## Fotnoter
1. 1 2  Dansk Biografisk Lexikon, läs onlineläs online.[källa från Wikidata]